# Zonioploca flavocincta
Zonioploca flavocincta är en kackerlacksart som beskrevs av Shaw 1914. Zonioploca flavocincta ingår i släktet Zonioploca och familjen storkackerlackor. Inga underarter finns listade i Catalogue of Life.